# Neoga
La ville américaine de Neoga est située dans le comté de Cumberland, dans l’Illinois. Lors du recensement de 2010, sa population s’élevait à 1 636 habitants.

## Source
- (en) Cet article est partiellement ou en totalité issu de l’article de Wikipédia en anglais intitulé « Neoga, Illinois » (voir la liste des auteurs).